# Samuel Youd
Samuel Youd (Huyton (Lancashire), 16 april 1922 – Bath, 3 februari 2012) was een Britse sciencefictionschrijver. Hij schreef onder de pseudoniemen John Christopher, Stanley Winchester, Hilary Ford, William Godfrey, Peter Graaf, Peter Nichols, en Anthony Rye.
Zijn bekendste werk is de trilogie The Tripods, in het Nederlands vertaald onder de afzonderlijke titels De witte bergen, De stad van goud en lood en De vuurpoel.

## Levensloop
Youd kreeg zijn opleiding op de Peter Symonds' School in Winchester in Hampshire (de school heeft nu de naam Peter Symonds College). Hij diende tijdens de Tweede Wereldoorlog bij de Royal Corps of Signals tussen 1941 en 1946. Een beurs van de Rockefeller Foundation stelde hem in staat om een carrière als schrijver te beginnen. Zijn eerste boek verscheen onder de titel The Winter Swan. Zijn romans waren vooral populair in de jaren 50 en 60. Zijn meest opmerkelijke boek was in deze periode The Death of Grass. De laatste jaren zijn zijn romans aanzienlijk minder populair zodat er op dit moment weinig tot geen boeken in herdruk zijn. Na het verschijnen van een televisiebewerking door de BBC van zijn populairste boekserie, The Tripods (gebaseerd op de eerste twee boeken), onder de gelijknamige titel, volgde een korte opleving van zijn boeken.
Veel van zijn boeken kennen als thema de geruïneerde aarde welke ook populair is bij schrijvers als John Wyndham en H.G. Wells deze literatuur vorm staat bekend als post-apocalyptische fictie. In boeken met dit thema worden de karakters geplaatst in een omgeving waarin zij een grote ramp doormaken welke de nodige gevolgen heeft voor de maatschappij en de wereld. De schrijver verkent hiermee hoe de karakters en de maatschappij met deze veranderingen omgaan. Dit thema vertoond veel overeenkomsten met een subgenre bekend als "invasieliteratuur" (Engels: invasion literature); een genre dat in de jaren voor de Eerste Wereldoorlog veel voorkwam in Westerse boeken, en dat inspeelde op de toenemende spanningen tussen verschillende landen.
In 1966 begon Youd onder het pseudoniem John Christopher met The Tripods voor tieners. De driepoot (in het Engels tripod) zien we ook terug bij H.G. Wells. The Tripods is duidelijk gebaseerd op H.G. Wells' werk. Deze romans tonen een soort alternatief einde op The War of the Worlds, waarin de driepoten hebben gewonnen en nu over de wereld heersen. Youds driepoten zijn echter anders dan die in Wells' boek. Zo komen ze niet van Mars maar van een ver weg gelegen planeet. Verder bevatten deze driepoten geen wapens, maar worden gebruikt om mensen in de macht van de aliens te houden via een “helm”, een metalen apparaat dat ieder mens vanaf het 14e jaar op het hoofd krijgt gemonteerd. Twintig jaar later schreef hij de prequel When the Tripods Came, waarin hij laat zien hoe de Tripods de macht overnamen. Hierin wordt ironisch gerefereerd aan de al eerder genoemde BBC-serie in de zin "Talk got round to the Trippy Show, and I noticed the difference in reactions, some saying it was lousy and others raving about it.", in het boek refererend aan een animatieserie op de televisie die door de Tripods werd gebruikt om mensen mentaal te manipuleren (reeds in het tweede en ook het laatste, nooit verfilmde, boek van de trilogie wordt vermeld dat de Tripods oorspronkelijk de macht overnamen door hersenspoeling via televisie-uitzendingen).
Na The Tripods volgde de trilogie Prince in Waiting (ook bekend onder de naam Sword of the Spirits en The Lotus Caves, die heden ten dage nog veel gelezen worden.